# Костандаки, Вадим
Вадим Костандаки (рум. Vadim Costandachi; род. 22 сентября 1991, Кишинёв, Молдавская ССР, СССР) — молдавский футболист, нападающий.

## Биография
Начинал заниматься футболом спортивном клубе «Буюкань», где его заметили в академии «Шерифа». В 18 лет игроку удалось попасть в состав основной команды, за которые ему удалось провести 15 матчей в чемпионатах страны. Затем выступал за ряд других молдавских клубов, а затем он играл в Англии за клуб восьмого дивизиона «Дэрхэм Таун».

## В сборной
Вадим Костандаки привлекался в юношескую сборную своей страны U-17, в составе которой стал участником отборочного раунда чемпионата Европы в 2007 году. В 2011—2012 гг. входил в состав молодежной сборной Молдавии. 10 сентября 2012 года в ее составе сыграл против молодежной сборной России в рамках отборочного этапа Чемпионата Европы (U21). Встреча завершилась со счетом 2:2.

## Достижения
- Чемпион Молдавии (2): 2009/10, 2011/12.
- Обладатель Кубка Молдавии (1): 2009/10.